# Gabriel Baralhas
Gabriel Baralhas dos Santos, noto semplicemente come Gabriel Baralhas (Botucatu, 10 ottobre 1998), è un calciatore brasiliano, centrocampista del Vitória in prestito dall'Atl. Goianiense.

## Carriera
Ha esordito nel Campeonato Brasileiro Série A il 25 ottobre 2020 disputando con l'Atl. Goianiense l'incontro perso 0-3 contro il Palmeiras.

## Statistiche

### Presenze e reti nei club
Statistiche aggiornate al 9 ottobre 2023.
| Stagione               | Squadra                | Campionato             | Campionato | Campionato | Coppe nazionali | Coppe nazionali | Coppe nazionali | Coppe continentali | Coppe continentali | Coppe continentali | Altre coppe | Altre coppe | Altre coppe | Totale | Totale |
| Stagione               | Squadra                | Comp                   | Pres       | Reti       | Comp            | Pres            | Reti            | Comp               | Pres               | Reti               | Comp        | Pres        | Reti        | Pres   | Reti   |
| ---------------------- | ---------------------- | ---------------------- | ---------- | ---------- | --------------- | --------------- | --------------- | ------------------ | ------------------ | ------------------ | ----------- | ----------- | ----------- | ------ | ------ |
| 2017                   | Ituano                 | A1/SP+D                | 2+0        | 0          |                 | -               | -               |                    | -                  | -                  |             | -           | -           | 2      | 0      |
| 2018                   | Ituano                 | A1/SP                  | 14         | 2          |                 | -               | -               |                    | -                  | -                  |             | -           | -           | 14     | 2      |
| 2019                   | Ituano                 | A1/SP                  | 13         | 0          |                 | -               | -               |                    | -                  | -                  |             | -           | -           | 13     | 0      |
| 2019                   | Bragantino             | B                      | 3          | 0          |                 | -               | -               |                    | -                  | -                  |             | -           | -           | 3      | 0      |
| 2020                   | Ituano                 | A1/SP+C                | 12+9       | 0+1        |                 | -               | -               |                    | -                  | -                  |             | -           | -           | 21     | 1      |
| Totale Ituano          | Totale Ituano          | Totale Ituano          | 50         | 3          |                 | -               | -               |                    | -                  | -                  |             | -           | -           | 50     | 3      |
| 2020                   | Atl. Goianiense        | PD/GO+A                | 1+4        | 0          | CB              | 1               | 0               |                    | -                  | -                  | CV          | 3           | 0           | 9      | 0      |
| 2021                   | Atl. Goianiense        | PD/GO+A                | 11+31      | 1+4        | CB              | 3               | 0               | CS                 | 1                  | 0                  |             | -           | -           | 46     | 5      |
| 2022                   | Atl. Goianiense        | PD/GO+A                | 7+30       | 0+4        | CB              | 7               | 0               | CS                 | 12                 | 2                  |             | -           | -           | 56     | 4      |
| 2023                   | Atl. Goianiense        | PD/GO                  | 2          | 0          | CB              | 0               | 0               |                    | 0                  | 0                  |             | -           | -           | 2      | 0      |
| 2023                   | Internacional          | PD/RS+A                | 8+5        | 0          | CB              | 2               | 0               | CL                 | 3                  | 0                  |             | -           | -           | 18     | 0      |
| 2023                   | Atl. Goianiense        | B                      | 10         | 4          | CB              | 0               | 0               |                    | 0                  | 0                  |             | -           | -           | 10     | 4      |
| Totale Atl. Goianiense | Totale Atl. Goianiense | Totale Atl. Goianiense | 94         | 13         |                 | 11              | 0               |                    | 13                 | 2                  |             | 3           | 0           | 121    | 15     |
| Totale carriera        | Totale carriera        | Totale carriera        | 162        | 16         |                 | 13              | 0               |                    | 16                 | 2                  |             | 3           | 0           | 194    | 18     |

## Palmarès

### Competizioni statali
- Campionato Paranaense: 1

Atlético Paranaense: 2018
- Campionato Goiano: 2

Atlético Goianiense: 2022, 2024

### Competizioni internazionali
- Coppa Sudamericana: 1

Atlético Paranaense: 2018

### Competizioni nazionali
- Campeonato Brasileiro Série B: 1

Bragantino: 2019